# Hell on Earth
Hell on Earth es el tercer álbum de Mobb Deep, de 1996.

## Lista de canciones
1. "Animal Instinct"
2. "Drop A Gem On 'Em"
3. "Bloodsport"
4. "Extortion" Featuring Method Man
5. "More Trife Life"
6. "Man Down"
7. "Can't Get Enough Of It" Featuring General G aka Illa Ghee
8. "Nighttime Vultures" Featuring Raekwon
9. "G.O.D. Pt. III"
10. "Get Dealt With"
11. "Hell On Earth (Front Lines)"
12. "Give It Up Fast" Featuring Nas & Big Noyd
13. "Still Shinin'"
14. "Apostle's Warning"

## Posiciones en lista del álbum
| Año  | Álbum         | Posiciones en lista | Posiciones en lista    | Posiciones en lista |
| Año  | Álbum         | Billboard 200       | Top R&B/Hip Hop Albums |                     |
| 1996 | Hell On Earth | #6                  | #1                     |                     |

## Posiciones en lista de los sencillos
| Año  | Sencillo                    | Posiciones en lista | Posiciones en lista              | Posiciones en lista |                                    |
| Año  | Sencillo                    | Billboard Hot 100   | Hot R&B/Hip-Hop Singles & Tracks | Hot Rap Singles     | Hot Dance Music/Maxi-Singles Sales |
| 1996 | Hell On Earth [Front Lines] | -                   | #57                              | #13                 | #4                                 |
| 1996 | G.O.D. Pt. III              | -                   | #64                              | #18                 | #8                                 |

- Datos: Q2557832